# The Matrix (producentgrupp)
The Matrix är en grupp låtskrivare och musikproducenter som består av Lauren Christy, Graham Edwards och Scott Spock. Trion har sitt säte i Los Angeles. De har arbetat med artister som Christina Aguilera, Liz Phair, Busted, Hilary Duff, Avril Lavigne, McFly, Jason Mraz, Ashley Tisdale, Shakira, Britney Spears, Skye Sweetnam och Miranda Cosgrove.